# Zgromadzenie na rzecz Republiki
Zgromadzenie na rzecz Republiki (fr. Rassemblement pour la République, RPR) – francuska partia polityczna, działająca w latach 1976–2002, reprezentująca nurt gaullistowski. W 2002 rozwiązana w związku z utworzeniem Unii na rzecz Ruchu Ludowego.

## Historia

### Lata 70. i 80.
Partia wywodzi się z gaullistowskiej Unii Demokratów na rzecz Republiki (Union des démocrates pour la République), rozwiązanej w 1976. Została założona 5 grudnia tego samego roku z inicjatywy Jacques’a Chiraca, wówczas byłego premiera i byłego lidera UDR z lat 1974–1975.
RPR początkowo konkurowało z centroprawicową i ukierunkowaną na integrację europejską Unią na rzecz Demokracji Francuskiej, utworzoną w 1978 z inicjatywy prezydenta Valéry’ego Giscarda d’Estaing. Stosunki między tymi ugrupowaniami poprawiły się po wygranej socjalisty François Mitterranda w wyborach prezydenckich w 1981. W okresie kierowania rządem przez lidera RPR, Jacques’a Chiraca (1986–1988), gaulliści tworzyli z centrystami koalicję rządową.

### Lata 90.
W pierwszej połowie lat 90. RPR uczestniczyło w rządzie należącego do tej partii Édouarda Balladura. W 1995 partia po raz trzeci z rzędu wystawiła swojego lidera w wyborach prezydenckich (który dotąd przegrywał w 1981 i 1988). Jednocześnie część działaczy i koalicjanci z UDF opowiedzieli się za kandydaturą urzędującego premiera. Po zwycięstwie Jacques’a Chiraca, pełniącego funkcję mera Paryża, gaulliści współtworzyli nowy gabinet, na czele którego stanął Alain Juppé. Przeprowadzone dwa lata później przedterminowe wybory parlamentarne zakończyły się porażką centroprawicowego bloku.
W 1999 w partii doszło do rozłamu, kiedy to skupieni wokół Charles’a Pasqua działacze wystawili własną listę w wyborach do Parlamentu Europejskiego pod nazwą Zgromadzenie na rzecz Francji i Niezależności Europy. Grupa ta po dobrym wyniku wyborczym wystąpiła z RPR, tworząc eurosceptyczne Zgromadzenie na rzecz Francji. W tym samym roku Zgromadzenie na rzecz Republiki przystąpiło w PE do grupy Europejskiej Partii Ludowej i Europejskich Demokratów.

### Wybory 2002 i rozwiązanie partii
W wyborach prezydenckich w 2002 RPR ponownie wsparło Jacques’a Chiraca. Po pierwszej turze jego liderzy ogłosili przystąpienie do tworzenia Unii na rzecz Większości Prezydenckiej, do której akces zgłosiły też Demokracja Liberalna, grupa liderów UDF i partie afiliowane przy centrystach. Po zwycięskich wyborach parlamentarnych nadzwyczajny partyjny zjazd 21 września 2002 uchwalił rozwiązanie ugrupowania i przystąpieniu do Unii na rzecz Ruchu Ludowego.
Przed tymi zmianami część prominentnych działaczy RPR z regionu paryskiego była uwikłana w procesy związane z nielegalnym finansowanie partii. Na początku 2004 Alain Juppé za nadużycia w publicznych funduszach z okresu kierowania gaullistami został w pierwszej instancji skazany na karę 18 miesięcy pozbawienia wolności z warunkowym zawieszeniem jej wykonania, później obniżoną w postępowaniu odwoławczym.

## Wyniki wyborcze
Prezydenckie:
- 1981: Jacques Chirac – 18,0% w 1. turze (3. miejsce)
- 1988: Jacques Chirac – 19,9% w 1. turze (2. miejsce), 46,0% w 2. turze (2. miejsce)
- 1995: Jacques Chirac – 20,8% w 1. turze (2. miejsce), 52,6% w 2. turze (1. miejsce)[3]
- 2002: Jacques Chirac – 19,9% w 1. turze (1. miejsce), 82,2% w 2. turze (1. miejsce)

Parlamentarne:
- 1978: 150 mandatów (na 488)
- 1981: 85 mandatów (na 491)
- 1986: 149 mandatów (na 573)
- 1988: 126 mandatów (na 575)
- 1993: 242 mandaty (na 577)
- 1997: 139 mandatów (na 577)
- 2002: 211 mandatów z list UMP (na 577)

Europejskie:
- 1979: 16,3% i 15 mandatów (4. miejsce)
- 1984: 43,0% i 43 mandaty (1. miejsce, w koalicji wyborczej z UDF)
- 1989: 25,6% i 28 mandatów (1. miejsce, w koalicji wyborczej z UDF)
- 1994: 28,9% i 26 mandatów (1. miejsce, w koalicji wyborczej z UDF)
- 1999: 12,8% i 12 mandatów (3. miejsce, w koalicji wyborczej z DL)

## Liderzy
Przewodniczący
- 1976–1994: Jacques Chirac
- 1994–1997: Alain Juppé
- 1997–1999: Philippe Séguin
- 1999–1999: Nicolas Sarkozy (p.o.)
- 1999–2002: Michèle Alliot-Marie
- 2002–2002: Serge Lepeltier (p.o.)

Sekretarze generalni
- 1976–1979: Jérôme Monod
- 1979–1979: Alain Devaquet
- 1979–1984: Bernard Pons
- 1984–1988: Jacques Toubon
- 1988–1995: Alain Juppé
- 1995–1997: Jean-François Mancel
- 1997–1999: Nicolas Sarkozy
- 1999–2001: Adrien Gouteyron
- 2001–2002: Serge Lepeltier